# Pont Vieux (Montauban)
 (juillet 2021).
Pour les articles homonymes, voir Pont Vieux.
Le pont Vieux est un pont qui franchit le Tarn situé à Montauban en Tarn-et-Garonne.

## Fondation de Montauban
La ville de Montauban est fondée au XIIe siècle par le comte de Toulouse Alphonse Jourdain qui est en guerre contre le duc d'Aquitaine Guillaume IX. L'abbé de Montauriol est favorable au duc d'Aquitaine. Ayant acheté un très grand terrain sur le plateau dominant le Tarn, le comte décide de s'en saisir pour y créer une ville nouvelle. Elle prend le nom de Monte albanus, mont blanc ou Mont des étrangers, devenu Montauban.
Pour protéger les nouveaux habitants des actions abusives des abbés de Montauriol et des féodaux, le comte de Toulouse leur accorde sa protection et une charte de fondation datée du 9 octobre 1144 indiquant que les habitants du lieu construiront un pont sur le Tarn. Et quand le pont sera bâti, le seigneur comte s'entendra avec six prudhommes, des meilleurs conseillers, habitants dudit lieu, sur les droits qu'ils devront y établir, afin que ledit pont puisse être entretenu et réparé.
Le coût élevé de la construction du pont dépasse les possibilités financières des habitants de la ville. La ville a acheté les terrains nécessaires à la construction en 1291.

## Construction du pont
En 1304, Philippe Le Bel ordonne sa construction. Il promet une subvention pour un pont devant comprendre trois bonnes et fortes tours et  s'en réserve la propriété et la garde. Pour financer les travaux, des impositions sont créées jusqu'à la fin de la construction : taxe sur tous les étrangers traversant la ville, imposition spéciale s'appliquant sur le Quercy et le Toulousain.
La maîtrise d'œuvre du pont a été confiée à Étienne de Ferrières, châtelain royal de Montauban, et Mathieu de Verdun, bourgeois de la ville. Le chantier du pont est ouvert le 19 janvier 1311. Les pièces écrites conservées montrent qu'au début du chantier des personnages indélicats de l'administration de la ville auraient détourné une partie des subsides royaux et les droits de péage, et, de plus, auraient refusé de participer à la construction du pont. Dès le 8 août 1311, le sénéchal de Quercy se rend sur place avec deux juges, Bernard Gervais et Mathieu de Courtes-Jumelles, envoyés par le roi pour examiner l'état d'avancement du pont et l'emploi des taxes perçues. Ce dernier fait un rapport accusant les édiles de détournement des subsides et des matériaux prévus pour la construction. Les consuls sont sommés de participer à la construction du pont et de verser les taxes prévues. 
La mort du roi en 1314 entraîne l'application des décisions à février 1315. En présence des commissaires royaux, une assemblée commune du Conseil des Consuls et du Conseil général de la ville désigne quatre de ses membres pour étudier l'état d'avancement du pont et les conseils des experts sur la durée des travaux. Ils estiment la durée des travaux à 20 ans et la nécessité de prolonger les taxes prévues par l'ordonnance royale dans ce délai.
Les travaux semblent reprendre normalement mais un nouveau différend apparaît entre le sénéchal de Quercy qui revient avec Mathieu de Courtes-Jumelles et les consuls. Le parlement de Paris décide de mettre sous tutelle du roi le consulat de Montauban.  Le roi décide alors de suspendre le consulat et démet les fautifs avec une condamnation à payer 20 000 livres ainsi que 1 000 livres de dommages et intérêts au juge du Quercy. Étienne de Ferrières et Mathieu de Verdun sont démis de leurs fonctions en 1319. Ils sont remplacés par Fabris de Montauban et Delpech de la banlieue de la ville. En 1323, le consulat est rétabli. Étienne de Ferrières est réhabilité en 1321 et Mathieu de Verdun peu après.
La date d'achèvement du pont n'est pas exactement connue du fait de la perte d'une partie des archives de la ville.  On admet qu'il est terminé en 1335. Il comporte deux tours placées aux extrémités. Le projet initial prévoyait trois tours, mais la tour que devait être construite au milieu du pont, la tour du roi, n'a pas été exécutée pour une raison inconnue. Comme le Pont Saint-Bénézet d'Avignon, il possède alors une chapelle, dédiée à sainte Catherine, protectrice des bateliers, au centre. La tour en rive droite a été détruite en 1663 pour dégager le palais épiscopal, actuel musée Ingres. La tour rive gauche est détruite pour permettre la construction d'une porte triomphale après la paix de Ryswick, en 1701. Cette dernière porte est détruite en 1870, pour améliorer la circulation. La chapelle Sainte-Catherine est démolie en 1828.

## Le pont dans l'histoire de la ville
Le pont dont le parapet a été crénelé sert d'ouvrage de défense de la ville au cours du premier siège de Montauban, en 1562, au cours duquel la tour rive droite est endommagée.
La paix de Saint-Germain-en-Laye de 1570 fait de la ville une place de sûreté protestante. L'armée royale fait le siège de la ville en 1621. La tour rive gauche participe à la résistance de la ville et empêche la destruction de la travée centrale.
Le pont est inspecté le 8 mars 1627 par François Beuscher, Maître des réparations et fortifications de Guyenne, et Léonard Dessenault, Trésorier de France. Leur rapport rédigé peu après indique …un état de ruynes et réparations qui sont nécessaires pour réparer : brèche à l'entrée du pont qui est sur la tour carrée, côté de Villebourbon, brèche faite par le canon à un pilier du pont, brèches faites sous l'eau et reconnues par plongeurs…
La tour en rive droite, où logeait le bourreau, est détruite  pour permettre la construction du palais épiscopal, en 1663. 
Le pont est restauré en 1667 par l'intendant Pellot. Une plaque gravée placée sur une pile du pont rappelle cette réparation. 
L'autre tour est rasée en 1701 par l'intendant Le Gendre pour célébrer la paix de Ryswick de 1697. Il fait construire à la place une porte en brique et pierre formant arc de triomphe célébrant une victoire de Louis XIV avec fronton triangulaire portant les armes du roi.
L'intendant Chaumont de la Galaizière fait des travaux pour améliorer la circulation des piétons côté ville en 1758.
En 1828 c'est la municipalité qui crée des trottoirs sur le tablier et remplace les parapets par des barrières métalliques. La chapelle Sainte-Catherine est détruite.
En 1869, c'est la porte construite en 1701 par l'intendant Le Gendre qui est détruite.
Le pont est élargi en 1881.
Aujourd'hui, le pont sert de pont-route.
Le pont a été classé au titre des monuments historiques en 1911.

## Description
Le pont mesure 205 mètres de long et possède un tablier plat, chose rare au Moyen Âge. 
Sept arches ogivales, munies de becs, sont percées de hautes ouvertures afin d'évacuer davantage d'eau pendant les crues. 
Ouvertures des arches : 21,49 - 21,43 - 21,38 - 21,39 - 21,30 - 21,56 - 22,75 m
Épaisseurs des piles : 8,14 - 8,17 - 7,94 - 8,16 - 8,30 - 8,19 m